# Gare du Pas-du-Loup
La gare du Pas-du-Loup est une gare ferroviaire française, fermée, de la ligne d'Arles-sur-Tech à Prats-de-Mollo, située dans le hameau du Pas-du-Loup, sur le territoire de la commune d'Arles-sur-Tech, dans le département des Pyrénées-Orientales, en région administrative Occitanie.
Elle est mise en service en 1913 par la Compagnie des chemins de fer des Pyrénées-Orientales (CFPO) et fermée au service des voyageurs en 1937 par la CFPO.

## Situation ferroviaire
La gare du Pas-du-Loup est située sur la ligne d'Arles-sur-Tech à Prats-de-Mollo, entre les gares de Can Partere et de Manyaques.

## Histoire
La gare du Pas-du-Loup est mise en service le 1er août 1913 par la Compagnie des chemins de fer des Pyrénées-Orientales (CFPO), lorsqu'elle ouvre à l'exploitation la ligne d'Arles-sur-Tech à Prats-de-Mollo.
Cette gare est fermée le 1er juin 1937 lors de la fermeture de la ligne par CFPO.